# Se non te
Se non te é uma canção gravada pela cantora italiana Laura Pausini e escrita por Pausini e Niccolò Agliardi.
A música foi escrita para a terceira compilação de Laura Pausini, 20 - The Greatest Hits, lançada em novembro de 2013. A música foi lançada como o segundo single: "Limpido". É também uma das músicas que estão incluídas nesse álbum, sendo as outras "Limpido" (incluídas tanto como um dueto entre Pausini e a cantora australiana Kylie Minogue quanto uma versão sola com apenas Pausini.
O álbum foi escolhido e lançado como o segundo álbum na Itália, Suíça e Brasil, mas não no resto da Europa.
Um videoclipe para a música foi gravado em setembro de 2013 e foi dirigido por Gaetano Morbioli. O videoclipe apresenta Marika Lo Cicero, que ganhou um concurso de Laura Pausini e teve a chance de participar da filmagem Esta versão do vídeo da música mostra ela, o pai dela e a mãe dela. Embora a música seja uma canção sobre a filha de Pausini, Paola, o videoclipe dela mostra a história de amor de seus pais.

## Sino a ti
A versão em espanhol do Se non te, chamado a Sino a ti foi originalmente incluído no CD 20 - The Greatest Hits em novembro de 2013, mas não lançada como single.
No entanto, em 22 de julho de 2014, Pausini confirmou que ela seria uma das quarta juradas da quarta temporada do reality show mexicano La Voz. Ela também confirmou que em setembro desse mesmo ano ela iria lançar uma versão especial de seus maiores sucessos / álbum Grandes Exitos ao mercado hispanófonos, em uma edição que contém três novos duetos: com Thalía em Sino a ti, Alex Ubago em Donde quedo solo yo e Melendi em Entre tu y mil mares.
A nova versão de Sino a ti, desta vez interpretada como um dueto entre Laura Pausini e a cantora mexicana Thalía foi lançada como single em 26 de agosto de 2014. Foi lançada como single em 26 de agosto de 2014. Esta nova versão da música tinha um videoclipe gravado dentro do Pier 59 Studios, na Cidade de Nova Iorque também em agosto de 2014. Este videoclipe foi dirigido por Leandro Manuel Emede e Nicolò Cerioni, e lançado em 3 de setembro de 2014. Ele mostra Pausini e Thalia interagindo em um ambiente branco.

## Faixas
Download Digital
1. "Se non te"
2. "Sino a ti" - versão original de 2013
3. "Sino a ti" - versão de 2014, dueto com Thalía

## Desempenho nas tabelas musicais

### Posições
| Chart (2013–14)                                                    | Posição |
| ------------------------------------------------------------------ | ------- |
| Billboard Mexican Espanol Airplay (versão em espanhol, com Thalía) | 34      |
| Billboard Latin Pop Digital Songs (versão em espanhol, com Thalía) | 18      |
| Itália (FIMI) (versão em italiano)                                 | 8       |